# Dasineura minoterminalis
Dasineura minoterminalis är en tvåvingeart som först beskrevs av Stelter 1969.  Dasineura minoterminalis ingår i släktet Dasineura och familjen gallmyggor.
Artens utbredningsområde är Tyskland. Inga underarter finns listade i Catalogue of Life.